# Nelsinho
Nélson Luís Kerchner (nacido el 31 de diciembre de 1962) es un exfutbolista brasileño que se desempeñaba como defensa.
Nélson Luís Kerchner jugó 17 veces para la selección de fútbol de Brasil entre 1987 y 1990.

## Trayectoria

### Clubes
| Club                 | País   | Año       |
| -------------------- | ------ | --------- |
| São Paulo            | Brasil | 1979-1992 |
| Flamengo             | Brasil | 1991      |
| Corinthians Paulista | Brasil | 1992      |
| Kashiwa Reysol       | Japón  | 1993-1995 |

### Selección nacional
| Selección | País   | Año       |
| --------- | ------ | --------- |
| Absoluta  | Brasil | 1987-1990 |

## Estadística de equipo nacional
| Selección de fútbol de Brasil | Selección de fútbol de Brasil | Selección de fútbol de Brasil |
| Año                           | Partidos                      | Goles                         |
| ----------------------------- | ----------------------------- | ----------------------------- |
| 1987                          | 11                            | 1                             |
| 1988                          | 4                             | 0                             |
| 1989                          | 1                             | 0                             |
| 1990                          | 1                             | 0                             |
| Total                         | 17                            | 1                             |